# Чарлз Вітворт
Чарльз Вітворт (англ. Charles Whitworth), (14 жовтня 1675 — 23 жовтня 1725) — англійський дипломат початку XVIII століття, у 1702—1721 рр. виконував обов'язки посла Великої Британії в ряді європейських держав, автор мемуарів, барон.

## Життєпис
Народився 14 жовтня 1675 року у Блауерпайпі (графство Стаффордшир), був вихованцем відомого англійського дипломата і поета Джорджа Степні (1663—1707). Разом з останнім побував при декількох німецьких дворах і за відгуком самого Степні, Вітворт виріс в найбільш глибокого знавця британської політики часів королеви Анни.
У 1702 році Чарльз Вітворт був призначений англійським резидентом в Регенсбург, а ще через 2 роки 2 вересня 1704 року — надзвичайним посланником в Москві.
Прибув на Росію 28 лютого 1705 року і протягом 5 років був послом Великої Британії в Росії до 24 березня 1710 року. Незадовго до свого від'їзду, в лютому 1710, Вітворт, був зведений в ранг надзвичайного посла, був прийнятий Петром I на урочистій аудієнції, де від імені своєї королеви приніс російському царю офіційні вибачення у зв'язку зі справою про образу в Лондоні російського посла Андрія Матвєєва.
У 1710—1711 роках виконував обов'язки надзвичайного посла в Ганновері, Берліні та Дрездені, після чого восени 1711 відправився надзвичайним послом на Московщину. По дорозі в жовтні того ж року Вітворт в Карлсбаді зустрівся з Петром I, що знаходився там на лікуванні водами, і на запрошення російського царя разом з ним поїхав в Санкт-Петербург. Прибув до Росії 20 січня 1712 року.
У 1714 році Чарльз Вітворт був призначений повноважним представником в Аугсбург і Регенсбург, у 1716 році — надзвичайним посланником і повноважним представником при пруському дворі в Берліні. У 1717 році Чарльз був переведений надзвичайним посланником в Гаагу, а у 1719 повернувся до Берліна з колишньої місією. У 1721 Чарльз Вітворт за заслуги на дипломатичній ниві став бароном. 23 жовтня 1725 року помер у себе вдома в Лондоні і похований в Вестмінстерському абатстві.

## Чарлз Вітворт про Україну
Козаки України набагато більш численні і значні, їх володіння простягаються на кілька сотень миль між річками Борисфен, або Дніпро, і Дон. У 1654 році вони на чолі зі своїм гетьманом через погане поводження повстали проти Польщі і віддали себе під протекцію царя, передавши йому Київ, Чернігів і кілька інших сильних міст в заставу своєї вірності. Ця країна виключно добре заселена і оброблена, їх міста численні, все укріплено сухим ровом, земляним валом і палісадами. Села великі і майстерно вибудувані з дерева. Козаки ведуть велику торгівлю прядивом, поташем, воском, зерном і худобою. Вони живуть легко і рясно, користуючись тими ж привілеями, що і донські. Таке життя і їх багатства викликають заздрість знаті і уряду московитів, які робили кілька спроб поступово обмежити свободи козаків. Це призвело до загального невдоволення і переходу Мазепи під владу короля Швеції. Це було зроблено невдало, і в результаті резиденція Мазепи — місто Батурин був тут же узятий і спалений, а понад шість тисяч осіб незалежно від віку і статі віддані мечу.

## Автор праць
- An account of Russia as it was in the year 1710